# غوستافو فيليبي دي كامبوس غونكالفيس
غوستافو فيليبي دي كامبوس غونكالفيس (بالبرتغالية: Gustavo Felipe de Campos Gonçalves‏) المعروف باسم غوستافو فيليبي (ولد في 28 يناير 1998 في ساو باولو، البرازيل) لاعب كرة قدم بحريني يجيد اللعب في مركز قلب الدفاع وبدرجة أقل الظهير الأيسر. يلعب حاليا لصالح البحرين البحريني منذ 2023.